# Койду-Сефаду
Койду-Сефаду (на английски: Koidu-Sefadu) е столицата и най-големият град на богатия на диаманти окръг Коно, в Източната провинция на Сиера Леоне. Градът е четвърти по големина в страната и вторият по големина в източната провинция след град Кенема. Койду-Сефаду е главният център за търговия с диаманти и има население от 128 030 души (по данни от 2015 г.). Разположен е на около 300 километра от столицата на Сиера Леоне град Фрийтаун. Както в почти всички части на страната, езикът крио е говорим от по-голямата част от населението на града.